# Montelanico
Montelanico és un comune (municipi) de la ciutat metropolitana de Roma, a la regió italiana del Laci, situat uns 50 km al sud-est de Roma. L'1 de gener de 2018 tenia 2.125 habitants.
Montelanico limita amb els municipis d'Anagni, Carpineto Romano, Cori, Gavignano, Gorga, Norma i Segni.

## Ciutats agermanades
Montelanico està agermanat amb:
- Lagnes, França